# Neosaproecius trituberculatus
Neosaproecius trituberculatus är en skalbaggsart som beskrevs av Frey 1958. Neosaproecius trituberculatus ingår i släktet Neosaproecius och familjen bladhorningar. Inga underarter finns listade i Catalogue of Life.